# Сепаративен мир
Сепаративен мир (от латински: separatus, т.е. отделен) е мирен договор или примирие, сключен от отделна воюваща страна без съгласието на нейните съюзници.
Обичайно сепаративнитя мир се сключва преди прекратяване на войната, но понякога е възможен и след, или във връзка с фактическото ѝ приключване. 

## Примери
- Брест-Литовски мирен договор (3 март 1918) – Русия излиза от Първата световна война
- Солунско примирие (1918) – България излиза от Първата световна война